# Джониа
Джониа (груз. ჯონია) — село в Грузии, на территории Ткибульского муниципалитета края (мхаре) Имеретия.

## География
Село находится в западной части Грузии, на правом берегу реки Цкалцителы, на расстоянии 21 километра к западу от города Ткибули, административного центра муниципалитета. Абсолютная высота — 440 метров над уровнем моря.

## Население
По результатам официальной переписи населения 2014 года, в Джонии проживало 46 человек (23 мужчины и 23 женщины). В национальной структуре населения грузины составляли 100 %.
| Год  | Население, человек |
| ---- | ------------------ |
| 2002 | 76                 |
| 2014 | ↘ 46               |